# Copa Mundial de Clubes de la FIFA 2012
La Copa Mundial de Clubes de la FIFA 2012 fue la novena edición del más importante torneo de fútbol entre clubes, organizado por la FIFA que se disputó del 6 al 16 de diciembre de 2012. El evento fue disputado en Japón por los campeones de las distintas confederaciones más el campeón local, por ser país organizador.
El campeón defensor Barcelona no se clasificó ya que fue eliminado en las semifinales de la UEFA Champions League 2011-12 por el eventual campeón Chelsea.
El Corinthians de Brasil ganó el título por segunda vez en su historia, ganando 1-0 en las semifinales contra el Al-Ahly antes de vencer al Chelsea por el mismo margen en la final, siendo hasta el momento el último equipo perteneciente a la Conmebol en lograrlo.

## Sedes
| Estadio Toyota                                         | Estadio Internacional de Yokohama                      |
| 35°05′04.02″N 137°10′14.02″E / 35.0844500, 137.1705611 | 35°30′36.16″N 139°36′22.49″E / 35.5100444, 139.6062472 |
| Aforo: 45.000                                          | Aforo: 72.327                                          |
|                                                        |                                                        |
| Toyota Yokohama                                        |                                                        |

## Clubes clasificados
Los equipos participantes se fueron clasificando a lo largo del año a través de las seis mayores competiciones continentales. En cursiva, los equipos debutantes en la competición.
| Confederación                            | Equipo              | Vía de clasificación                                     |
| ---------------------------------------- | ------------------- | -------------------------------------------------------- |
| UEFA (Europa)                            | Chelsea             | Campeón de la Liga de Campeones de la UEFA (2011/12)     |
| Conmebol (América del Sur)               | Corinthians         | Campeón de la Copa Libertadores de América (2012)        |
| Concacaf (Norte, Centroamérica y Caribe) | Monterrey           | Campeón de la Liga de Campeones de la Concacaf (2011/12) |
| AFC (Asia)                               | Ulsan Hyundai       | Campeón de la Liga de Campeones de la AFC (2012)         |
| CAF (África)                             | Al Ahly             | Campeón de la Liga de Campeones de la CAF (2012)         |
| OFC (Oceanía)                            | Auckland City       | Campeón de la Liga de Campeones de la OFC (2011/12)      |
| Japón                                    | Sanfrecce Hiroshima | Campeón de la J. League Division 1 (2012)                |

## Árbitros
Lista de árbitros y asistentes para el torneo
| AFC - Nawaf Shukralla - Alireza Faghani - Ebrahim Saleh (asistente) - Yaser Tulefat (asistente) - Hassan Kamranifar (asistente) - Reza Sokhandan (asistente) Concacaf - Marco Rodríguez - Marvin Torrentera (asistente) - Marcos Quintero (asistente) Conmebol - Carlos Vera - Christian Lescano (asistente) - Byron Romero (asistente) CAF - Djamel Haimoudi - Redouane Achik (asistente) - Abdelhak Etchiali (asistente) OFC - Peter O'Leary - Jan Hendrik Hintz (asistente) - Ravinesh Kumar (asistente) UEFA - Cüneyt Çakir - Bahattin Duran (asistente) - Tarik Ongun (asistente) |

## Partidos
El sorteo de la Copa Mundial de Clubes de la FIFA 2012 se llevó a cabo en la sede de la FIFA en Zúrich, Suiza, el 24 de septiembre de 2012 a las 11:30 CEST. (UTC+02:00). El sorteo decidió las "posiciones" en el cuadro de los tres representantes que accedieron a cuartos de final (AFC/CAF/CONCACAF).
Si un partido quedase empatado después del tiempo normal de juego:
- Para los partidos de eliminación, se juega tiempo extra. Si sigue empatado después de la prórroga, se realiza una tanda de penaltis para determinar el ganador.
- Para los partidos por el quinto y tercer puesto no se disputa prórroga y se disputa la tanda de penaltis para determinar el ganador.

### Cuadro de desarrollo
|  | Eliminación preliminar     | Eliminación preliminar   |                            |               | Cuartos de final        | Cuartos de final        |               |               | Semifinales | Semifinales |  |  | Final                      | Final                      |
|  | 6 de diciembre – Yokohama  |                          |                            |               |                         |                         |               |               |             |             |  |  |                            |                            |
|  | Sanfrecce Hiroshima        | 1                        |                            |               | 9 de diciembre – Toyota | 9 de diciembre – Toyota |               |               |             |             |  |  |                            |                            |
|  | Sanfrecce Hiroshima        | 1                        |                            |               | 9 de diciembre – Toyota | 9 de diciembre – Toyota |               |               |             |             |  |  |                            |                            |
|  | Auckland City              | 0                        |                            |               | Sanfrecce Hiroshima     | 1                       |               |               |             |             |  |  |                            |                            |
|  | Auckland City              | 0                        | 12 de diciembre – Toyota   |               | Sanfrecce Hiroshima     | 1                       |               |               |             |             |  |  |                            |                            |
|  |                            |                          |                            |               | Al-Ahly                 | 2                       |               |               |             |             |  |  |                            |                            |
|  | Al-Ahly                    | 0                        |                            |               | Al-Ahly                 | 2                       |               |               |             |             |  |  |                            |                            |
|  | Al-Ahly                    | 0                        |                            |               |                         |                         |               |               |             |             |  |  |                            |                            |
|  |                            |                          | Corinthians                | 1             |                         |                         |               |               |             |             |  |  |                            |                            |
|  |                            |                          | Corinthians                | 1             |                         |                         |               |               |             |             |  |  |                            |                            |
|  |                            |                          | 16 de diciembre – Yokohama |               |                         |                         |               |               |             |             |  |  |                            |                            |
|  |                            |                          |                            |               |                         |                         |               |               |             |             |  |  |                            |                            |
|  | Corinthians                | 1                        |                            |               |                         |                         |               |               |             |             |  |  |                            |                            |
|  | Corinthians                | 1                        | 9 de diciembre – Toyota    |               |                         |                         |               |               |             |             |  |  |                            |                            |
|  |                            | Chelsea                  | 0                          |               |                         |                         |               |               |             |             |  |  |                            |                            |
|  |                            |                          | 0                          | Ulsan Hyundai | 1                       |                         |               |               |             |             |  |  |                            |                            |
|  | 13 de diciembre – Yokohama |                          |                            | Ulsan Hyundai | 1                       |                         |               |               |             |             |  |  |                            |                            |
|  |                            | Monterrey                | 3                          |               |                         |                         |               |               |             |             |  |  |                            |                            |
|  | Monterrey                  | Monterrey                | 3                          | 1             |                         |                         |               |               |             |             |  |  |                            |                            |
|  | Monterrey                  | Quinto puesto            | Quinto puesto              | 1             |                         |                         | Tercer puesto | Tercer puesto |             |             |  |  |                            |                            |
|  |                            | Quinto puesto            | Quinto puesto              |               | Chelsea                 | 3                       | Tercer puesto | Tercer puesto |             |             |  |  |                            |                            |
|  | Ulsan Hyundai              | 2                        | Al-Ahly                    | 0             | Chelsea                 | 3                       |               |               |             |             |  |  |                            |                            |
|  | Ulsan Hyundai              | 2                        | Al-Ahly                    | 0             |                         |                         |               |               |             |             |  |  |                            |                            |
|  | Sanfrecce Hiroshima        | 3                        | Monterrey                  | 2             |                         |                         |               |               |             |             |  |  |                            |                            |
|  | Sanfrecce Hiroshima        | 3                        | Monterrey                  | 2             |                         |                         |               |               |             |             |  |  |                            |                            |
|  | 12 de diciembre – Toyota   | 12 de diciembre – Toyota |                            |               |                         |                         |               |               |             |             |  |  | 16 de diciembre – Yokohama | 16 de diciembre – Yokohama |

Todos los horarios en horario estándar de Japón (UTC+9).

### Eliminación preliminar
| 6 de diciembre de 2012, 19:45                                                                       | Sanfrecce Hiroshima | 1:0 (0:0) | Auckland City | Estadio Internacional, Yokohama                             |                                                             |
| | Aoyama 66'          | Reporte   |               | Asistencia: 25.174 espectadores Árbitro(s): Djamel Haimoudi | Asistencia: 25.174 espectadores Árbitro(s): Djamel Haimoudi |
| El gol de Toshihiro Aoyama es el número 200 en la historia de la Copa Mundial de Clubes de la FIFA. |                     |           |               |                                                             |                                                             |

### Cuartos de final
| 9 de diciembre de 2012, 16:00 | Ulsan Hyundai | 1:3 (0:1) | Monterrey                    | Estadio Toyota, Toyota                                   |                                                          |
|                               | Lee 88'       | Reporte   | Corona 9' · Delgado 77', 84' | Asistencia: 20.353 espectadores Árbitro(s): Cüneyt Çakır | Asistencia: 20.353 espectadores Árbitro(s): Cüneyt Çakır |

| 9 de diciembre de 2012, 19:30 | Sanfrecce Hiroshima | 1:2 (1:1) | Al-Ahly                   | Estadio Toyota, Toyota                                  |                                                         |
|                               | Satō 32'            | Reporte   | Hamdi 15' · Aboutrika 57' | Asistencia: 27.314 espectadores Árbitro(s): Carlos Vera | Asistencia: 27.314 espectadores Árbitro(s): Carlos Vera |

### Quinto puesto
| 12 de diciembre de 2012, 16:30 | Ulsan Hyundai                   | 2:3 (1:1) | Sanfrecce Hiroshima           | Estadio Toyota, Toyota                                      |                                                             |
|                                | Mizumoto 17' (a.g.) · Lee 90+5' | Reporte   | Yamagishi 35' · Satō 56', 72' | Asistencia: 17.581 espectadores Árbitro(s): Nawaf Shukralla | Asistencia: 17.581 espectadores Árbitro(s): Nawaf Shukralla |

### Semifinales
| 12 de diciembre de 2012, 19:30 | Al-Ahly | 0:1 (0:1) | Corinthians  | Estadio Toyota, Toyota                                      |                                                             |
|                                |         | Reporte   | Guerrero 30' | Asistencia: 31.417 espectadores Árbitro(s): Marco Rodríguez | Asistencia: 31.417 espectadores Árbitro(s): Marco Rodríguez |

| 13 de diciembre de 2012, 19:30 | Monterrey       | 1:3 (0:1) | Chelsea                                   | Estadio Internacional, Yokohama                         |                                                         |
|                                | De Nigris 90+1' | Reporte   | Mata 17' · Torres 46' · Chávez 48' (a.g.) | Asistencia: 36.648 espectadores Árbitro(s): Carlos Vera | Asistencia: 36.648 espectadores Árbitro(s): Carlos Vera |

### Tercer puesto
| 16 de diciembre de 2012, 16:30 | Al-Ahly | 0:2 (0:1) | Monterrey               | Estadio Internacional, Yokohama                           |                                                           |
|                                |         | Reporte   | Corona 3' · Delgado 66' | Asistencia: 56.301 espectadores Árbitro(s): Peter O'Leary | Asistencia: 56.301 espectadores Árbitro(s): Peter O'Leary |

### Final
| 12         | POR        | Cassio Ramos   |       |
| 2          | DEF        | Alessandro     |       |
| 3          | DEF        | Chicão         |       |
| 13         | DEF        | Paulo André    |       |
| 6          | DEF        | Fábio Santos   |       |
| 5          | MED        | Ralf de Souza  |       |
| 8          | MED        | Paulinho       |       |
| 20         | MED        | Danilo         |       |
| 11         | DEL        | Emerson        | 90+1' |
| 23         | DEL        | Jorge Henrique |       |
| 9          | DEL        | Paolo Guerrero | 87'   |
| Entrenador | Entrenador | Tite           |       |

| 1          | POR        | Petr Čech          |     |
| 2          | DEF        | Branislav Ivanovic | 83' |
| 24         | DEF        | Gary Cahill        |     |
| 4          | DEF        | David Luiz         |     |
| 3          | DEF        | Ashley Cole        |     |
| 8          | MED        | Frank Lampard      |     |
| 7          | MED        | Ramires            |     |
| 13         | MED        | Victor Moses       | 73' |
| 17         | MED        | Eden Hazard        | 87' |
| 10         | MED        | Juan Mata          |     |
| 9          | DEL        | Fernando Torres    |     |
| Entrenador | Entrenador | Rafael Benítez     |     |

| 7 | DEL | Juan Manuel Martínez | 87'   |
| 4 | DEF | Wallace              | 90+1' |

| 11 | MED | Oscar             | 73' |
| 28 | DEF | César Azpilicueta | 83' |
| 21 | MED | Marko Marin       | 87' |

| Anotado | 69' | Paolo Guerrero | 1-0 |

|  |

| Amonestado | 56' | Jorge Henrique |

| Amonestado | 72' | David Luiz |

|  |

| Expulsado | 90' | Gary Cahill |

| Árbitro             | Cuneyt Cakir      |
| Árbitros asistentes | Bahattin Duran    |
| Árbitros asistentes | Tarik Ongun       |
| Cuarto árbitro      | Alireza Faghani   |
| Quinto árbitro      | Hassan Kamranifar |

| 12         | POR        | Cassio Ramos   |       |
| 2          | DEF        | Alessandro     |       |
| 3          | DEF        | Chicão         |       |
| 13         | DEF        | Paulo André    |       |
| 6          | DEF        | Fábio Santos   |       |
| 5          | MED        | Ralf de Souza  |       |
| 8          | MED        | Paulinho       |       |
| 20         | MED        | Danilo         |       |
| 11         | DEL        | Emerson        | 90+1' |
| 23         | DEL        | Jorge Henrique |       |
| 9          | DEL        | Paolo Guerrero | 87'   |
| Entrenador | Entrenador | Tite           |       |

| 1          | POR        | Petr Čech          |     |
| 2          | DEF        | Branislav Ivanovic | 83' |
| 24         | DEF        | Gary Cahill        |     |
| 4          | DEF        | David Luiz         |     |
| 3          | DEF        | Ashley Cole        |     |
| 8          | MED        | Frank Lampard      |     |
| 7          | MED        | Ramires            |     |
| 13         | MED        | Victor Moses       | 73' |
| 17         | MED        | Eden Hazard        | 87' |
| 10         | MED        | Juan Mata          |     |
| 9          | DEL        | Fernando Torres    |     |
| Entrenador | Entrenador | Rafael Benítez     |     |

| 7 | DEL | Juan Manuel Martínez | 87'   |
| 4 | DEF | Wallace              | 90+1' |

| 11 | MED | Oscar             | 73' |
| 28 | DEF | César Azpilicueta | 83' |
| 21 | MED | Marko Marin       | 87' |

| Anotado | 69' | Paolo Guerrero | 1-0 |

|  |

| Amonestado | 56' | Jorge Henrique |

| Amonestado | 72' | David Luiz |

|  |

| Expulsado | 90' | Gary Cahill |

| Árbitro             | Cuneyt Cakir      |
| Árbitros asistentes | Bahattin Duran    |
| Árbitros asistentes | Tarik Ongun       |
| Cuarto árbitro      | Alireza Faghani   |
| Quinto árbitro      | Hassan Kamranifar |

| Estadísticas    | Bandera de Brasil | Bandera de Inglaterra |
| --------------- | ----------------- | --------------------- |
| Tiros           | 11                | 13                    |
| Tiros al arco   | 4                 | 5                     |
| Faltas          | 17                | 12                    |
| Penales         | 0                 | 0                     |
| Fueras de juego | 1                 | 4                     |

|                     |
| Bandera de Brasil   |
| Campeón Corinthians |
| 2.do título         |

## Premios

### Goleadores
| Jugador           | Equipo              | Anotado | Asist. | Min. |
| ----------------- | ------------------- | ------- | ------ | ---- |
| César Delgado     | Monterrey           | 3       | 0      | 252' |
| Hisato Sato       | Sanfrecce Hiroshima | 3       | 0      | 270' |
| Paolo Guerrero    | Corinthians         | 2       | 0      | 176' |
| Jesús Corona      | Monterrey           | 2       | 0      | 243' |
| Aldo de Nigris    | Monterrey           | 1       | 2      | 270' |
| Satoru Yamagishi  | Sanfrecce Hiroshima | 1       | 1      | 112' |
| Juan Mata         | Chelsea             | 1       | 0      | 164' |
| Fernando Torres   | Chelsea             | 1       | 0      | 169' |
| Lee Keun-ho       | Ulsan Hyundai       | 1       | 0      | 180' |
| Lee Yong          | Ulsan Hyundai       | 1       | 0      | 180' |
| Mohamed Aboutrika | Al-Ahly             | 1       | 0      | 181' |
| Elsayed Hamdi     | Al-Ahly             | 1       | 0      | 198' |
| Toshihiro Aoyama  | Sanfrecce Hiroshima | 1       | 0      | 270' |

### Balón de oro
El ganador del Balón de Oro de Adidas, lo recibió el arquero del Corinthians: Cássio Ramos.
| Jugador        | Equipo      |
| -------------- | ----------- |
| Cássio Ramos   | Corinthians |
| David Luiz     | Chelsea     |
| Paolo Guerrero | Corinthians |

### Clasificación
| Equipo | Equipo              | Pts. | PJ | PG | PE | PP | GF | GC | Dif. |
| ------ | ------------------- | ---- | -- | -- | -- | -- | -- | -- | ---- |
| 1      | Corinthians         | 6    | 2  | 2  | 0  | 0  | 2  | 0  | +2   |
| 2      | Chelsea             | 3    | 2  | 1  | 0  | 1  | 3  | 2  | +1   |
| 3      | Monterrey           | 6    | 3  | 2  | 0  | 1  | 6  | 4  | +2   |
| 4      | Al-Ahly             | 3    | 3  | 1  | 0  | 2  | 2  | 4  | -2   |
| 5      | Sanfrecce Hiroshima | 6    | 3  | 2  | 0  | 1  | 5  | 4  | +1   |
| 6      | Ulsan Hyundai       | 0    | 2  | 0  | 0  | 2  | 3  | 6  | -3   |
| 7      | Auckland City       | 0    | 1  | 0  | 0  | 1  | 0  | 1  | -1   |